# Куран, Шарль
Шарль Куран (фр. Charles Courant; 14 апреля 1896 — 26 июня 1982) — швейцарский борец вольного стиля, призёр Олимпийских игр.
В 1920 году на Олимпийских играх в Антверпене завоевал серебряную медаль. В 1924 году на Олимпийских играх в Париже стал обладателем бронзовой медали.